# Carmen Cecilia Urbaneja
Carmen Cecilia Urbaneja es una productora venezolana más conocida por su asociación con Telemundo y RCTV. Actualmente es vicepresidenta ejecutiva de producción de Telemundo Studios donde trabaja desde 2012. Sus créditos incluyen Trapos íntimos, Pasión prohibida, En otra piel, Tierra de reyes y Silvana sin lana.

## Trayectoria

### Productora asociada
TelevisaUnivision
- Juegos de amor y poder (2025)
- La historia de Juana (2024)
- El extraño retorno de Diana Salazar (2024)
- Pienso en ti (2023)

### Vicepresidenta ejecutiva de producción
Telemundo Global Studios
- Al otro lado del muro (2018)
- Mariposa de barrio (2017)
- Guerra de ídolos (2017)
- La fan (2017)
- El Chema (2016-2017)
- La doña (2016-2017)
- Señora Acero 3, La Coyote (2016)
- Silvana sin lana (2016)
- ¿Quién es quién? (2015-2016)
- Tierra de reyes (2014-2015)
- En otra piel (2014)
- Santa diabla (2013-2014)
- Pasión prohibida (2013)

### Productora ejecutiva
RCTV
- Calle luna, Calle sol (2009)
- Toda una dama (2007-2008)
- Y los declaro marido y mujer (2006-2007)
- Amantes (2005-2006)
- ¡Qué buena se puso Lola! (2004)
- Trapos íntimos (2002-2003)
- A calzón quita'o (2001-2002)
- Mis tres hermanas (2000)
- Luisa Fernanda (1999)
- Niña mimada (1998)
- Volver a vivir (1996-1997)
- Amores de fin de siglo (1995)

### Productora general
RCTV
- El desprecio (1991-1992)
- Gardenia (1990)
- Abigail (1988-1989)